# Mario Sarmiento
Mario Sarmiento (Cartagena, Bolívar, Colombia; 26 de febrero de 1993) es un futbolista colombiano. Juega de mediocampista y su equipo actual es Millonarios B de la Categoría Primera A colombiana.

## Trayectoria
En el 2011 jugó en la Copa Postobón 2011 contra Barranquilla F.C. y estuvo unos minutos en el amistoso Duelo de Reales.

## Clubes
| Club           | País     | Año           |
| -------------- | -------- | ------------- |
| Real Cartagena | Colombia | 2011-2012     |
| Millonarios B  | Colombia | 2013-presente |